# Nim Dorjee Tamang
Nim Dorjee Tamang (Melli, 30 ottobre 1995) è un calciatore indiano, difensore del FC Goa.

## Caratteristiche tecniche
È un terzino destro.

## Carriera

### Club
Ha giocato nella prima divisione indiana.

### Nazionale
Nel 2013 ha giocato 2 partite nella nazionale indiana Under-19.

## Statistiche

### Presenze e reti nei club
| Stagione         | Squadra          | Campionato       | Campionato | Campionato | Coppe nazionali | Coppe nazionali | Coppe nazionali | Coppe continentali | Coppe continentali | Coppe continentali | Altre coppe | Altre coppe | Altre coppe | Totale | Totale |
| Stagione         | Squadra          | Comp             | Pres       | Reti       | Comp            | Pres            | Reti            | Comp               | Pres               | Reti               | Comp        | Pres        | Reti        | Pres   | Reti   |
| ---------------- | ---------------- | ---------------- | ---------- | ---------- | --------------- | --------------- | --------------- | ------------------ | ------------------ | ------------------ | ----------- | ----------- | ----------- | ------ | ------ |
| 2017-2018        | Pune City        | ISL              | 0          | 0          | SC              | 0               | 0               | -                  | -                  | -                  | -           | -           | -           | 0      | 0      |
| 2018-2019        | Pune City        | ISL              | 6          | 0          | SC              | 0               | 0               | -                  | -                  | -                  | -           | -           | -           | 6      | 0      |
| Totale Pune City | Totale Pune City | Totale Pune City | 6          | 0          |                 | 0               | 0               |                    | -                  | -                  |             | -           | -           | 6      | 0      |
| Totale carriera  | Totale carriera  | Totale carriera  | 6          | 0          |                 | 0               | 0               |                    | -                  | -                  |             | -           | -           | 6      | 0      |

## Palmarès
- Indian Super League: 1

Hyderabad: 2021-2022
- Bandodkar Trophy: 1

Goa: 2024
- Super Cup: 1

Goa: 2025